# Mardonio Magaña

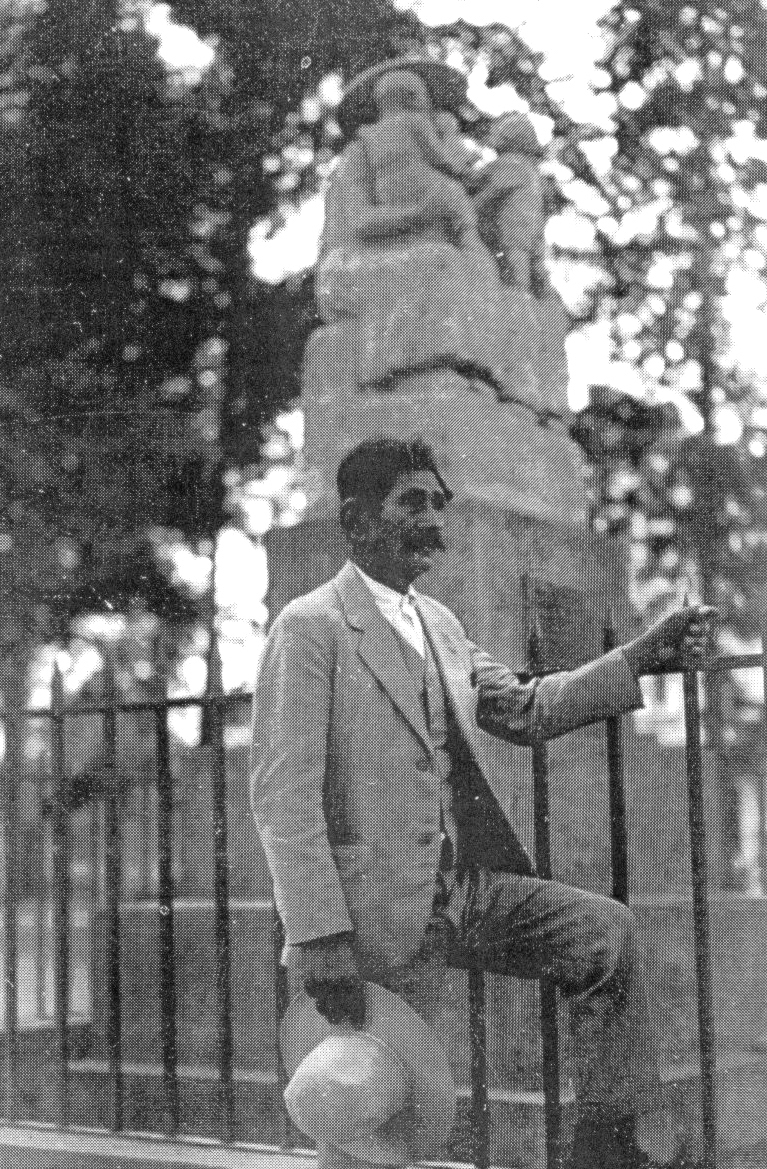
Mardonio Magaña

Mardonio Magaña Camacho (Guanajuato, 23 de diciembre de 1865 - Cd. de México, 2 de febrero de 1947) fue un escultor mexicano con obras mayormente hechas en madera y piedra. Sin conocer técnica alguna empezó a tallar la madera y la calabaza desde niño. A sus 55 años fue descubierto y apoyado por Diego Rivera, quien se sorprendió con su trabajo. Con el tiempo se convirtió en un gran amigo de él y de Frida Kahlo. 
La importancia del trabajo de Magaña radica en la temática de sus obras: la vida cotidiana indígena. Es el único escultor mexicano entre 1920 y 1940 cuyo trabajo es conocido a nivel internacional. Sus obras han sido exhibidas Estados Unidos, Canadá y México.

## Vida
Mardonio Magaña nació en la Estancia Nueva de la Hacienda el Refugio en el estado de Guanajuato. Fue hijo de Jacinto Magaña y Dolores Camacho. Por muchos años se dedicó al campo y tuvo varios puestos en la hacienda donde trabajaba. Desde pequeño realizó algunas figuras en barro y madera, pero era castigado por no prestar atención a sus deberes.
A sus 55 años, Mardonio se mudó la Ciudad de México tras la decadencia y venta de la Hacienda el Refugio. Mariano Silva, sobrino de su jefe en la hacienda, le ofreció casa y lo recomendó para que consiguiera trabajo. En 1921, Magaña empezó a trabajar como mozo y portero en la ‘Casa del Artista’, lugar donde pintaban artistas como Francisco Díaz de León y Gabriel Fernández Ledesma, entre otros. En esa escuela fue donde conoció a Diego Rivera.
En sus tiempos libres, Magaña se dedicó a tallar la madera y moldear la arcilla. Al estar en una escuela de arte, su talento fue descubierto rápidamente. Diego Rivera fue quien lo encontró y lo dio a conocer, nombrándolo como "el más grande escultor mexicano contemporáneo”. No se tiene mucho conocimiento de sus primeras obras, pero se sabe que, a partir de 1929, Mardonio ya tenía una técnica propia.
En ese mismo año, Mardonio participó en una exposición grupal en el Teatro Nacional de México, hoy Palacio de Bellas Artes, y hacia 1930 el mismo Diego Rivera redactó su biografía para la revista Mexican Folkways, en donde eran evidentes la admiración y apoyo que el pintor le tenía.Mardonio magaña
Mardonio Magaña fue un escultor de
Guanajuato. En la década de 1920 se mudó a la Ciudad de México, donde encontró trabajo como conserje de la Escuela de pintura al aire libre. Cuando no estaba trabajando, se
entretenía tallando pequeñas esculturas de madera con una navaja de bolsillo. Retrataba a las personas del campo, aquellas que había conocido cuando vivía en Guanajuato. Mardonio Magaña Camacho fue un escultor mexicano con obras mayormente hechas en madera y piedra. Sin conocer técnica alguna empezó a tallar la madera y la calabaza desde niño. A sus 55 años fue descubierto y apoyado por Diego Rivera, quien se sorprendió con su trabajo. 
A pesar de las críticas que nombraban a Mardonio como un simple artesano, su trabajo fue tomando cada vez más importancia. Un ejemplo de esto fue el encargo del licenciado Francisco Sergio Iturbide, quien le pidió una escultura en piedra para colocarla en el centro de Coyoacán. Magaña entregó la escultura Las Dos Comadres, la cual fue monumental. Desafortunadamente, fue movida poco tiempo después por considerarse “denigrante para los mexicanos” a unas oficinas en la calle Isabel la Católica, donde se encuentra actualmente.
En 1934, Mardonio recibió el puesto de profesor en la Escuela Central de Artes Plásticas de la SEP, aunque 4 años después le fue quitado por cambios consecuencia de la autonomía de la Universidad Nacional de México.
En septiembre de 1935, el artista expuso en la Sala de Arte del Departamento de Escuelas Rurales de la SEP. Al año siguiente, participó en una exposición colectiva en la Galería de Arte de la UNAM y en 1940 formó parte de la exposición 20 Siglos de Arte Mexicano en el Museo de Arte Moderno de Nueva York. 
En 1947, falleció a sus 81 años en la Ciudad de México. Su familia fue numerosa y bien cuidada. Sus restos descansan en el Panteón Jardín.

## Trayectoria
Diego Rivera fue un personaje clave en la carrera de Mardonio Magaña al reconocer su grandeza como artista y considerarlo como una pieza fundamental en el arte mexicano. Además, ayudó al escultor a vender sus obras por Estados Unidos y Europa y escribió varios artículos y un libro sobre él e incluso lo incluyó en algunas de sus pinturas.
Durante la vida del escultor, muchas de sus obras se encontraban en posesión de particulares; entre ellos, la familia Iturbe, la familia Rockefeller, el filatelista José Lorenzo Cossío y Cosío, el escritor Guillermo Manuel Echaniz Ruvalcaba e incluso Diego Rivera y Frida Kahlo. Algunas de las obras de Mardonio han sido compradas por el Museo Nacional de Arte y por el Museo de Arte Moderno o han sido prestadas por los actuales dueños o donadas para su exposición.
El trabajo de Mardonio Magaña ha estado en exposición en los siguientes lugares:
- Galería de Arte de la Universidad Nacional Autónoma de México (1936)
- Museo de Arte Moderno de Nueva York (20 siglos de Arte Mexicano 1940)
- Museo de Arte Moderno del Palacio de Bellas Artes (Retrospectiva de Dibujo, Escultura y Pintura 1959)
- Museo del Palacio de Bellas Artes (Escuelas de Pintura al Aire Libre 1965)
- Museo del Palacio de Bellas Artes (Homenaje al Movimiento de las Escuelas de Pintura al Aire Libre 1980)
- Museo de Arte Moderno (25 Años del Museo de Arte Moderno 1989)
- Museo del Palacio de Bellas Artes (La Escuela Mexicana de Escultura, Maestros Fundadores 1990)
- Museo del Pueblo de Guanajuato (Mardonio Magaña, Tallas en Madera y Piedra, 1994)
- Museo de Beaux Arts de Montreal (L’Art Moderne Mexicain, 1900-1950, 1999)
- Museo del Palacio de Bellas Artes (Escultura Mexicana. De la Academia ala Instalación,  2000)
- Museo Casa Estudio Diego Rivera y Frida Kahlo (Mardonio Magaña. El Sentir de la Tradición, 2003)